# 235 Carolina
A 235 Carolina a Naprendszer kisbolygóövében található aszteroida. Johann Palisa fedezte fel 1883. november 28-án.